# Lucca Sicula
Pour les articles homonymes, voir Lucca et Sicula.
Lucca Sicula est une commune de la province d'Agrigente dans la région Sicile en Italie.

## Administration
| Période                                  | Période  | Identité         | Étiquette | Qualité |
| ---------------------------------------- | -------- | ---------------- | --------- | ------- |
| 27 mai 2003                              | En cours | Giovanni Oliveri |           |         |
| Les données manquantes sont à compléter. |          |                  |           |         |

### Communes limitrophes
Bivona, Burgio, Calamonaci, Palazzo Adriano, Villafranca Sicula